# 井上景太
井上 景太（いのうえ けいた、1987年1月22日 - ）は、日本のスタントマン。
アクションチームRAL'Cのメンバー。

## 出演

### テレビドラマ
- 南くんの恋人（2004年）- 漏れた部員[2]
- エースをねらえ!（2004年）- テニス部員
- フルスイング（2008年）- 桜台高校部員
- おもいッきりイイ!!テレビ 〜火曜女劇場 〜底無し沼（2008年）- 守
- 鳳神ヤツルギ3（2012年）- スーツアクター
  - 鳳神ヤツルギ11（2023年）
  - スパークルZ（2016年）- ヤツルギ
- 世にも奇妙な物語 夏の特別編 オトドケモノ（2022年）- アクションコーディネーター
- 少年のアビス（2022年）- アクションコーディネーター補助
- わたしの夫は--あの娘の恋人（2022年）- アクションコーディネーター補助
- トレジャーズB（2023年）- アクションアクター、CAMERA CREW
- 海洋戦士シーセーバー（2023年）
- 忍衆羅刹-地獄峠の古髏隊（2023年）CAMERA CREW

### 映画
- CASSHERN（2004年） - 難民
- フライ,ダディ,フライ（2005年） - 鈴木軍団
- 不良少年（ヤンキー）の夢（2005年）
- いま、会いにゆきます（2008年）
- 吸血少女対少女フランケン（2009年） - 生徒[3]
- ハイキック・エンジェルズ（2014年）
- 劇場版 鳳神ヤツルギ 木更津超熱戦 燃えあがれヤツルギ（2014年） - 黒ヤツルギ
  - 日本ローカルヒーロー大決戦（2015年） - 煉獄天魔王役、 ジェロ
- 鼻目玉幸太郎の恋（2014） - アクション、スタント
- 彼岸島（2015年）
- 予告犯（2015年）
- DRAGON BLACK（2015年） - アクション、スタント
- 翔んで埼玉（2019年） - アクション、スタント
- メグ♡ライオン（2020年） - アクション、スタント
- 文豪ストレイドッグスBeast（2022年） - STUNT DOUBLE
- 朽ちないサクラ（2024年） - スタント

### PV
- アイドリング!!!「My Fate」
- AKB48「僕たちは戦わない」
- 鐡華MEN（2023年）- アクションコーディネーター補助

### CM
- 中央酪農会議「牛乳に相談だ。・バスケ篇」 - バスケ部員
- メモリードライフ（2023年）- アクションコーディネーター補助

### DVD
- 麻雀王子（2009年） - 佐藤
- 今、親として - 松井宏之
- 女囚監獄 CASE 真理亞（2012年）
- 本当はエロいグリム童話 RED SWORD（2012年）

### ショートドラマ/YOUTUBE
- かくれんぼ - 田村健一
- アクションkickガールズ（2023年）

### イベント出演
- ウルトラマンフェスティバル
  - 2011
  - 2012
- 超英雄祭KAMEN RIDER × SUPER SENTAI LIVE & SHOW
  - 50×45感謝祭 Anniversary LIVE ＆ SHOW 2022
  - 2023
  - 2024
- 破牙神ライザー龍SUPER LIVE 5th STORY 2022
- 日本ローカルヒーロー祭　特撮Boys×ヤバイ仮面コラボアクションショー 2022
- 仮面ライダーギーツFINAL STAGE 2023
- 仮面ライダー×スーパー戦隊 Wヒーロー夏祭り2023
- 寿仮面 2024
- グランドプリンスホテル新高輪ヒーローライブスペシャル2024

### 舞台
仮面ライダーシリーズ
- 仮面ライダーオーズ/OOO
- 仮面ライダーフォーゼ
- 仮面ライダーウィザード
- 仮面ライダー鎧武/ガイム
- 仮面ライダードライブ
- 仮面ライダーゴースト
- 仮面ライダーエグゼイド
- 仮面ライダービルド
- 仮面ライダージオウ

スーパー戦隊シリーズ
- 海賊戦隊ゴーカイジャー
- 特命戦隊ゴーバスターズ
- 獣電戦隊キョウリュウジャー
- 烈車戦隊トッキュウジャー
- 手裏剣戦隊ニンニンジャー
- 動物戦隊ジュウオウジャー
- 宇宙戦隊キュウレンジャー
- 快盗戦隊ルパンレンジャーVS警察戦隊パトレンジャー
- 騎士竜戦隊リュウソウジャー
- 機界戦隊ゼンカイジャー (2021)
- 暴太郎戦隊ドンブラザーズ (2022)
- 王様戦隊キングオージャー (2023)
- 爆上戦隊ブンブンジャー(2024)